# The Happy Ending
The Happy Ending (Brasil: Tempo para Amar, Tempo para Esquecer / Portugal: Amar sem Amor) é um filme norte-americano de 1969, do gênero drama, dirigido por Richard Brooks  e estrelado por Jean Simmons e John Forsythe.